# Synagogi w Białymstoku
Synagogi w Białymstoku – istniejące i nieistniejące synagogi znajdujące się w Białymstoku.

## Opis
W Białymstoku przed II wojną światową funkcjonowało ok. 100 synagog i domów modlitwy.
Od czasu zakończenia wojny do końca lat 60. w Białymstoku czynna była jedynie synagoga Cytronów, która cudem uniknęła zniszczenia. Obecnie w mieście nie ma czynnej synagogi.

### Synagogi istniejące, nieczynne (m.in.)
- Synagoga Piaskower w Białymstoku
- Synagoga Beit Szmuel w Białymstoku
- Synagoga Cytronów w Białymstoku

### Synagogi nieistniejące (m.in.)
- Synagoga Nomer Tamid w Białymstoku
- Synagoga Stara w Białymstoku
- Wielka Synagoga w Białymstoku
- Synagoga Chorszul w Białymstoku
- Synagoga Pułkowa w Białymstoku
- Stara Synagoga Piaskower w Białymstoku